# Сардинская славка

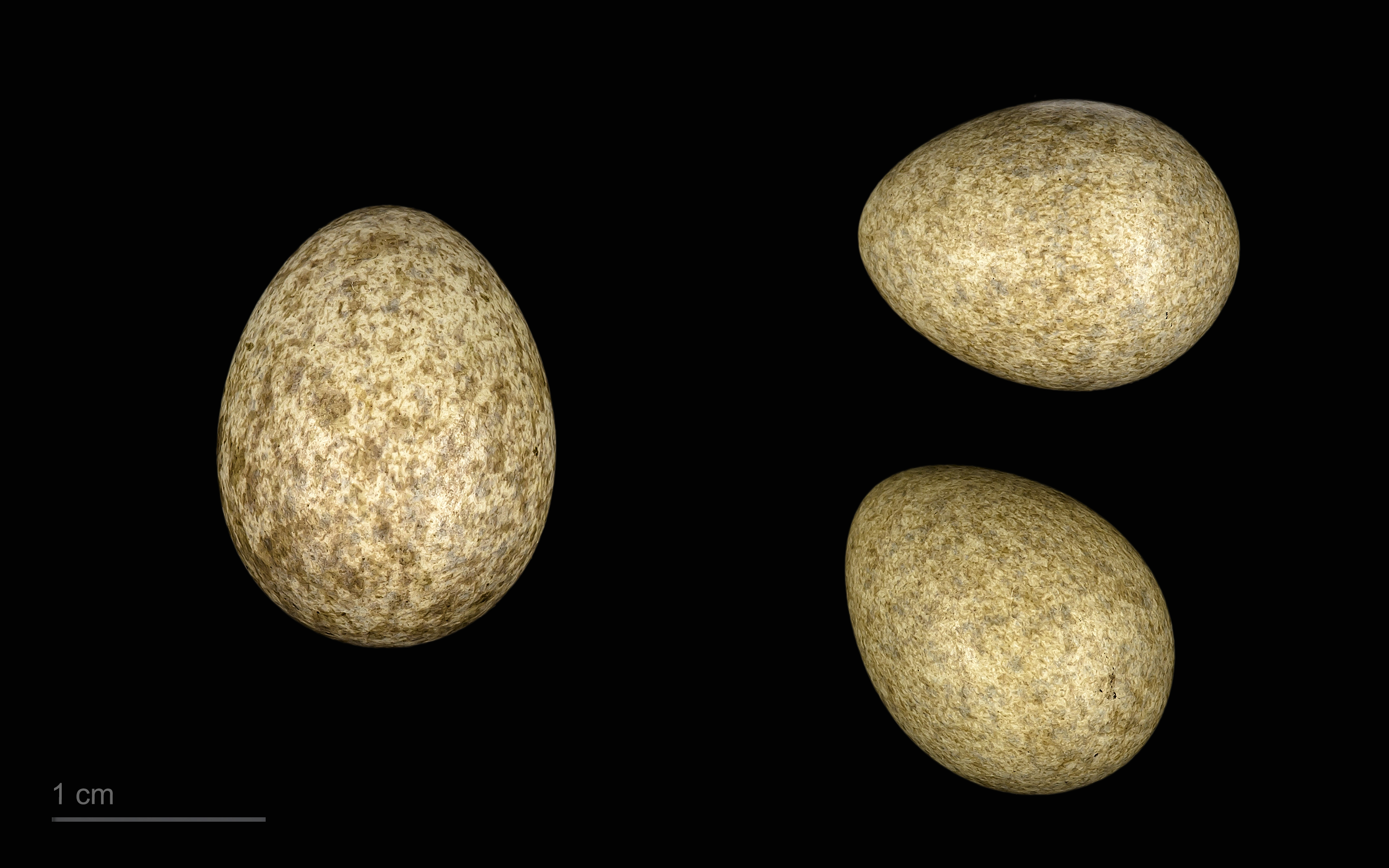
яйцо Cuculus canorus canorus + Sylvia sarda - Тулузский музей

Сардинская славка (лат. Sylvia sarda) — вид птиц из семейства славковых, обитающий на островах Средиземноморья — Корсике и Сардинии, также в Алжире, Ливии, Тунисе, Италии, Франции, Греции, Испании.
Совершает перелёты в Египет, Мальту, Марокко, Гибралтар, Данию, Великобританию.
Сардинская славка — маленькая птица с длинным телом и большим клювом. В целом похожа на родственный вид провансальскую славку. Верх тела серый, низ кирпично-красный. Взрослые самцы имеют тёмные пятна на лбу. Ноги красного цвета. Песня самца довольно быстрая. Гнездится на открытых местностях: в низких кустах и в вереске. В кладке от 3 до 5 яиц.